# Patricia Moyes
Patricia Moyes, född Patricia Pakenham-Walsh den 19 januari 1923 i Dublin, död 2 augusti 2000 på Virgin Gorda, Brittiska Jungfruöarna, var en brittisk kriminalförfattare. Hon gick i skola i Northampton, och gick 1939 in i WAAF. Under åtta år arbetade hon som Peter Ustinovs assistent. Hon gifte sig 1951 med fotografen John Moyes, men äktenskapet upplöstes 1959. Hon gifte om sig med James Haszard, jurist och tolk vid Internationella domstolen i Haag.
Detektiven i hennes romaner heter Henry Tibbett och jobbar vid Scotland Yard.